# Chiesa dei Santi Gervasio e Protasio (Trasquera)
La chiesa dei Santi Gervasio e Protasio è un edificio religioso situato a Trasquera, in provincia del Verbano-Cusio-Ossola e diocesi di Novara; fa parte dell'unità pastorale di Domodossola.
La chiesa si trova a 1036 metri s.l.m. in posizione isolata poco prima del centro abitato e su un costone affacciato verso la sottostante Val Divedro. L'edificio è circondato dal cimitero.
La chiesa attuale risale alla seconda metà del XVI secolo ma sia la posizione strategica sia la titolazione a due santi con connotazioni militaresche ne fanno presumere un'origine antica e forse legata a scopi difensivi o di vedetta su una valle che era passaggio obbligato per le numerose schiere di invasori susseguitesi nei secoli.
Scarne sono le informazioni sulla storia della chiesa, è citata negli statuti della Valle Divedro del 1321 con obbligo ai residenti di portarvi annualmente un cero nel giorno della festa di Santa Maddalena, la chiesa attuale si sarebbe sviluppata infatti da una preesistente cappella dedicata alla santa. Negli atti della visita pastorale del 1596 viene citato un altare dedicato a Santa Maddalena, in quell'anno era già esistente la sacrestia, più recenti sono invece le due navate laterali. Nel corso di interventi successivi vennero murate le aperture del campanile, aggiunta la cella campanaria e la sgraziata cupola ottagonale.
Il campanile, alto circa 25 metri, in origine aveva una feritoia, un ordine con specchiatura senza aperture e due ordini di bifore e terminava con una cuspide piramidale. La muratura appare regolare con blocchi ben lavorati e richiama campanili simili in Val d'Ossola e risalenti al XII secolo. La torre ospita cinque campane fuse nel 1927, la più grande pesa circa 600 kg ed è dedicata ai caduti della prima guerra mondiale. 
All'interno un olio su tela di Lorenzo Peretti (1774-1851) raffigurante la Madonna del Sangue coi santi Giacomo e Antonio Abate e un battistero intagliato.